# Province de Rewa
Pour les articles homonymes, voir Rewa.

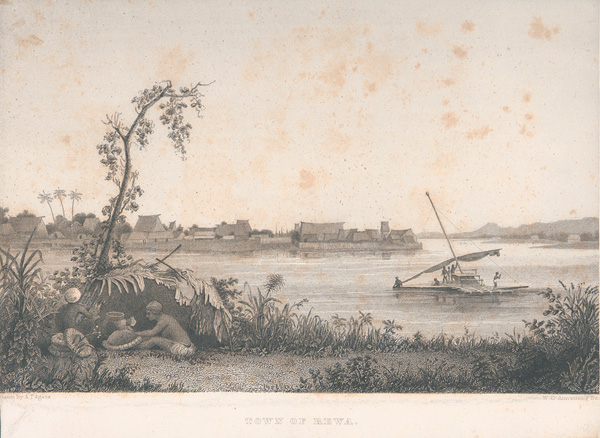
Gravure de la province de Rewa durant l'expédition d'exploration des Etats-Unis.

La province de Rewa est une des quatorze provinces des Fidji. Avec une superficie de 272 km² (la plus petite des provinces), elle comprend la capitale Suva (mais pas la plupart des banlieues de Suva). Elle comprend deux parties séparées : une incluant l'intérieur de Suva à l'ouest et une partie non contiguë à l'est, séparée par la province de Naitasiri. La province est peuplée de 100 787 habitants (en 2007), ce qui fait d'elle la 3e plus peuplée du pays. C'est le cœur de la Confédération Burebasaga.